# Atheist Peace
Atheist Peace is een nummer van de Amerikaanse band Bad Religion. Het is het vierde nummer van het dertiende album van de band: The Empire Strikes First. Het is net als de meeste nummers van de band geschreven door vocalist Greg Graffin. De lengte van het nummer zit net onder de twee minuten, en is daarmee een van de kortere nummers van het album.
David Bragger komt als gast voor in het nummer, hij speelt de viool op de achtergrond.

## Albums
Naast het oorspronkelijke album The Empire Strikes First is het nummer nog niet op een later compilatie- of livealbum te beluisteren.

## Samenstelling
- Greg Graffin - Zanger
- Brett Gurewitz - Gitaar
- Brian Baker - Gitaar
- Greg Hetson - Gitaar
- Jay Bentley - Basgitaar
- Brooks Wackerman - Drums
- David Bragger - Viool

Noot: David Bragger is geen lid van de band, hij is gevraagd voor een gastoptreden.